# Hayden, Idaho
Hayden är en stad i Kootenai County, Idaho, USA med 9 159 invånare (2000).